# Fletcher (nome)
Fletcher  è un nome proprio di persona inglese maschile.

## Varianti
- Maschile: Flecher[2]
  - Ipocoristici: Fletch[2]

## Origine e diffusione
Il nome deriva dal cognome inglese omonimo originatosi nel medio inglese e derivato a sua volta dall'antico francese flechier, che significa letteralmente "costruttore di frecce".

## Onomastico
Il nome è adespota. Le persone che portano questo nome possono quindi festeggiare il proprio onomastico il 1º novembre, giorno dedicato alla festa di Ognissanti.

## Persone
- Fletcher Christian, ufficiale di marina britannico
- Fletcher Cox, giocatore di football americano statunitense
- Fletcher Henderson, pianista, direttore d'orchestra, compositore e arrangiatore statunitense
- Fletcher Johnson, cestista statunitense
- Fletcher Magee, cestista statunitense
- Fletcher Markle, regista e produttore cinematografico statunitense
- Fletcher Pratt, scrittore statunitense

## Il nome nelle arti
- Fletch è il protagonista di alcuni romanzi gialli di Gregory Mcdonald[3], da cui sono stati tratti i film Fletch - Un colpo da prima pagina[4], Fletch - Cronista d'assalto[5] e Fletch Won[6]
- Fletcher Reade è un personaggio della soap opera Sentieri (titolo originale statunitense: Guiding Light), interpretato dall'attore Jay Hammer[7]